# La vita intensa
La vita intensa - Romanzo dei romanzi è un romanzo di Massimo Bontempelli pubblicato in forma di volume presso Vallecchi nel 1920. I dieci "romanzi" che costituiscono il volume erano già apparsi a cadenza mensile nelle pagine della rivista «Ardita» tra il marzo e il dicembre del 1919.

## Contenuti
1. La vita intensa
2. Il caso di forza maggiore
3. La donna dai capelli tinti con l'"henné"
4. Il dramma del 31 aprile ovvero Delitto e castigo
5. Morte e trasfigurazione parte prima
6. Morte e trasfigurazione parte seconda
7. Mio zio non era futurista
8. Florestano e le chiavi
9. Il dèmone del giuoco
10. Romanzo dei romanzi

## Edizioni
- Massimo Bontempelli, La vita intensa, a cura di Luigi Baldacci, in Opere Scelte, I Meridiani, Arnoldo Mondadori Editore, 1978.